# Kamienica Wolfa Gutgelda w Warszawie
Kamienica Wolfa Gutgelda – modernistyczny, przedwojenny budynek mieszkalny wybudowany dla Wolfa Gutgelda, znajdujący się w Warszawie na ulicy Rozbrat 28/30 oraz Dmochowskiego 6.

## Historia
Kamienica Wolfa Gutgelda została wybudowana w roku 1935 przez architekta Stanisława Rothberga. W latach 30, była to jedna z luksusowych kamienic czynszowych, której budowa jako jednej z pierwszych, charakteryzowała się funkcjonalizmem oraz modernizmem. W czasach II wojny światowej od strony ulicy Rozbrat zostało zniszczone skrzydło kamienicy wraz z narożnikiem przez jedną z bomb zrzuconych na Warszawę. Odbudowa kamienicy nastąpiła w 1989 roku, według projektu polskiego architekta Andrzeja Kicińskiego. Kamienica pełni funkcję mieszkalną a mała część parteru funkcję przemysłową.